# José A. Obeso
José A. Obeso Inchausti  es un médico neurólogo español. Director del Centro Integral de Neurociencias de HM Hospitales (desde 2014). Especialista en el tratamiento de la enfermedad de Parkinson, donde está considerado un referente mundial.

## Biografía
Completa su formación básica en el IES Marqués de Santillana, y tras licenciarse en la Facultad de Medicina de la Universidad de Navarra (1976), José Ángel se doctoró en dicha Universidad (1979), especializándose en Neurología y en Neurofisiología, en San Sebastián -con el doctor José Félix Martí Massó, y en Pamplona con el doctor Rafael Teijeira-. Continuó su formación neurológica estudiando los trastornos del movimiento con el profesor C. David Marsden en el Institute of Psychiatry y King's College Hospital (Londres).
Comenzó su actividad docente en la Universidad de Navarra, donde fue sucesivamente: Profesor Asociado (1982-89), Profesor Adjunto (1989-02); Profesor Agregado (2002-10); y Catedrático (2010-14). Anteriormente había sido investigador asociado en la Universidad de La Laguna (1996-99); Profesor adjunto en el King's College, Institute of Psychiatry, Londres (1980-81), con el profesor C.D. Marsden.
También trabajó en la Clínica Universitaria como: Colaborador Clínico (1982-86); Consultor y director de la Unidad de Trastornos del Movimiento y Laboratorio de Neurología Experimental (1986-95). Posteriormente fue especialista del Centro de Neurología y Neurocirugía Funcional, Clínica Quirón, San Sebastián (1996-99), y de regreso a la Clínica Universitaria de Pamplona fue Consultor Médico y Director Unidad de Trastornos del Movimiento y del de Grupo de Investigación. Área de Neurociencias del CIMA (2000-14).
Es Catedrático de Medicina de la Universidad CEU San Pablo de Madrid y dirige el Centro Integral de Neurociencias AC (Cinac) del Hospital HM Puerta del Sur de Móstoles (Comunidad de Madrid).

### Investigación sobre la Enfermedad del Parkinson
Junto con los investigadores Tom Chase y Fabriccio Stochi impulsó el desarrollo del concepto de “estimulación dopaminérgica continua” para la Enfermedad de Parkinson, y definió los mecanismos asociados con mioclonías, tics y distonías.
El doctor Obeso y su equipo han definido los factores, características y mecanismos compensatorios en la fase temprana de la Enfermedad de Parkinson, que hacen vulnerables a las neuronas doparninérgicas, determinando los retos terapéuticos más relevantes para encontrar tratamientos que detengan la progresión de este proceso neurodegenerativo.

## Publicaciones
Ha publicado más de 350 trabajos de investigación originales, ha colaborado en más de cien capítulos y es editor en más de veinte libros. Su actual índice Hirsch es 71. Ha participado como invitado en más de 350 conferencias nacionales e internacionales y organizado más de sesenta congresos.

## Asociaciones a las que pertenece
Es miembro honorario y Profesor Invitado de numerosas organizaciones e instituciones como:
- Académico de número de la Real Academia Nacional de Medicina de España (2017).[6]
- Asociación Neurológica Colombiana
- Asociación Neurológica Boliviana
- Universidad de La Habana.
- American Neurological Association
- Movement Disorders Society.
- Coeditor jefe del Movement Disorders Journal (2010) la principal publicación en el campo de la Enfermedad de Parkinson.

## Premios y distinciones
- Alexander Von Humboldt-J. C. Mutis Research Award (2023), concedido por la Fundación Alexander von Humboldt.[1]
- Médico del Año (2016).[5]
- Torrelaveguense Ilustre (2013).[8]
- Premio Astra Zéneca, premio honorífico a la excelencia a la trayectoria científica (2017).[9]